# Gastrallus fasciatus
Gastrallus fasciatus är en skalbaggsart som beskrevs av White 1976. Gastrallus fasciatus ingår i släktet Gastrallus och familjen trägnagare. Inga underarter finns listade i Catalogue of Life.